# Scottish Open 1950
Die Scottish Open 1950 waren die 31. Austragung dieser internationalen Meisterschaften von Schottland im Badminton. Sie fanden vom 20. bis zum 21. Januar 1950 in Edinburgh statt.

## Finalresultate
| Disziplin    | Sieger                      | Finalist                     | Ergebnis          |
| ------------ | --------------------------- | ---------------------------- | ----------------- |
| Herreneinzel | Frank Peard                 | Noel B. Radford              | 15–9, 15–2        |
| Dameneinzel  | Queenie Allen               | Betty Uber                   | 10–12, 11–7, 11–8 |
| Herrendoppel | Ralph Nichols Barron Renton | Warwick Shute Tom Wingfield  | 15–4, 15–7        |
| Damendoppel  | Queenie Allen Betty Uber    | V. E. Duringer Nancy Horner  | 15–5, 15–8        |
| Mixed        | James Rankin Betty Uber     | Noel B. Radford L. R. Ludlam | 15–10, 15–12      |